# Buttafuoco dell'Oltrepò Pavese
Il Buttafuoco dell'Oltrepò Pavese  è una DOC la cui produzione è consentita nella provincia di Pavia. 
Si ottiene tradizionalmente dalla vinificazione congiunta dei vitigni Croatina (localmente chiamato anche Bonarda), Barbera, Uva Rara e Ughetta di Canneto, coltivati su versanti ben esposti e spesso molto ripidi, in una ristretta area collinare dell'Oltrepò Pavese orientale, corrispondente al territorio di sette comuni: Canneto Pavese, Castana, Montescano, Cigognola, Pietra de' Giorgi, Broni e Stradella. 
Viene prodotto nelle versioni: fermo (anche a lungo invecchiamento) e frizzante.
Già considerato una tipologia della DOC Oltrepò Pavese con il nome  Oltrepò Pavese Buttafuoco,  con DM 03/08/2010 ha ottenuto la qualifica di DOC a sé stante con la denominazione ufficiale di Buttafuoco dell'Oltrepò Pavese o semplicemente Buttafuoco.

## Caratteristiche organolettiche
- colore: rosso rubino vivace con riflessi violacei.
- odore: buona intensità, penetrante, con una leggera nota di liquirizia, confettura di ribes con sfumature speziate.
- sapore: corposo, netto, rotondo e robusto.

(Fonte: Consorzio Tutela Vini Oltrepò Pavese)
La versione vivace si caratterizza per la piacevole pungenza e lo sviluppo di spuma.

## Storia
Il nome pare derivare dal dialettale “al buta me al feugh”, che significa: “scalda – risveglia come il fuoco”, in relazione al fatto che si tratta di un vino di carattere e corpo.
Un'altra spiegazione, più fantasiosa, è connessa anche all'effigie adottata dal circolo che si occupa di difendere e valorizzare questo vino, il Club del Buttafuoco storico: un ovale chiuso da due nastri rossi, simbolo del torrente Versa e del torrente Scuropasso, i due corsi d'acqua in cui è racchiusa la zona di produzione.
L'ovale contiene l'immagine di un veliero con vele infuocate.
La spiegazione della presenza del veliero è da ricercarsi in una leggenda secondo cui, nella seconda metà dell'‘800, la Marina Imperiale austro-ungarica varò una nave a cui fu dato il nome di Buttafuoco in ricordo di una compagnia di marinai dislocati a Stradella per il traghettamento sul fiume Po e occupati a combattere contro l'esercito del Regno di Sardegna in Oltrepò.
Più che occuparsi dell'acqua di fiume, i marinai si sarebbero occupati del vino di cantina, compiendo scorribande tra le botti e le bottiglie del rosso dell'Oltrepò. La bontà del vino rosso Buttafuoco, sempre secondo la leggenda, avrebbe a tal punto mitigato gli animi dei soldati imperiali da renderli facilmente propensi più a operazioni di pace che ad operazioni di guerra contro le truppe piemontesi e la popolazione locale.

## Abbinamenti consigliati
Si consiglia l'abbinamento con piatti a base di carne rossa o di cacciagione.

## Produzione
Provincia, stagione, volume in ettolitri
- nessun dato disponibile